# Comté d'Inglewood
Le comté d'Inglewood est une zone d'administration locale dans le sud-est du Queensland en Australie. Il touche la Nouvelle-Galles du Sud
Le comté comprend les villes d'Inglewood et de Texas. Administrée depuis la ville d'Inglewood, elle couvre une superficie de 5 876,7 kilomètres carrés et a existé en tant qu'entité gouvernementale locale de 1879 à 2008, date à laquelle elle a fusionné avec le shire de Waggamba et la ville de Goondiwindi pour former la région de Goondiwindi.